# Heliconius melpomene

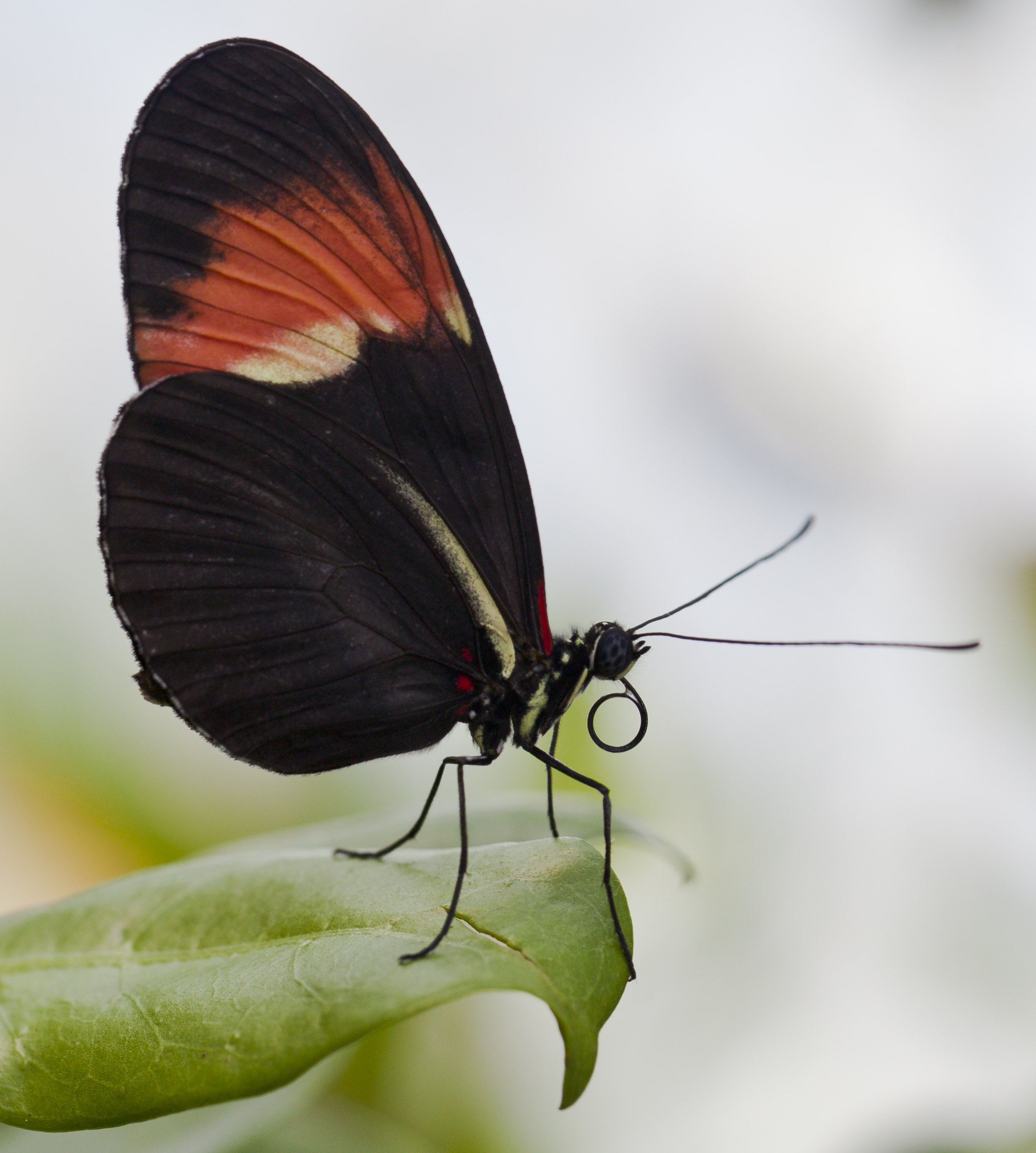
Ejemplar en un mariposario.

La mariposa cartero (Heliconius melpomene) es una especie de lepidóptero de la familia Nymphalidae. Es originaria de México y el norte de Sudamérica. Varias especies del género son muy similares y es dificultoso distinguirlas.

## Descripción
Tiene grandes alas con una raya naranja abajo de cada ala anterior. Es venenosa y tiene patrones de color rojo en sus alas. Tiende a ser similar a la especie Heliconius erato. Dos características que se encuentran en la parte inferior ayudan a distinguir a H. erato de H. melpomene - H. erato tiene cuatro puntos rojos en donde el ala se une al tórax, mientras que H. melpomene tiene tres y el amarillo con franja blanca en la parte inferior alcanza el margen de las alas posteriores de H. erato , pero que termina a principios de H. melpomene.
Hay muchas formas de esta mariposa. La variación en los patrones ha sido estudiada usando experimentos de cruce y se ha encontrado que los patrones están asociados con un pequeño número de genes.

## Larva
Las orugas se alimentan de especies del género Passiflora. En Centroamérica, la planta huésped es Passiflora oerstedii y Passiflora menispermifolia. En otros lugares son otras especies de Passiflora.

## Subespecies
Subespecies de Heliconius melpomene (Linnaeus, 1758) incluidas:
- Heliconius melpomene aglaope C. & R. Felder, 1862
- Heliconius melpomene amandus Grose-Smith & Kirby, 1892
- Heliconius melpomene amaryllis C. & R. Felder, 1862
- Heliconius melpomene cythera Hewitson, 1869
- Heliconius melpomene euryades Riffarth, 1900
- Heliconius melpomene malleti Lamas, 1988
- Heliconius melpomene melpomene (Linnaeus, 1758)
- Heliconius melpomene meriana Turner, 1967
- Heliconius melpomene modesta Riffarth, 1900
- Heliconius melpomene nanna Stichel, 1899
- Heliconius melpomene penelope Staudinger, 1894

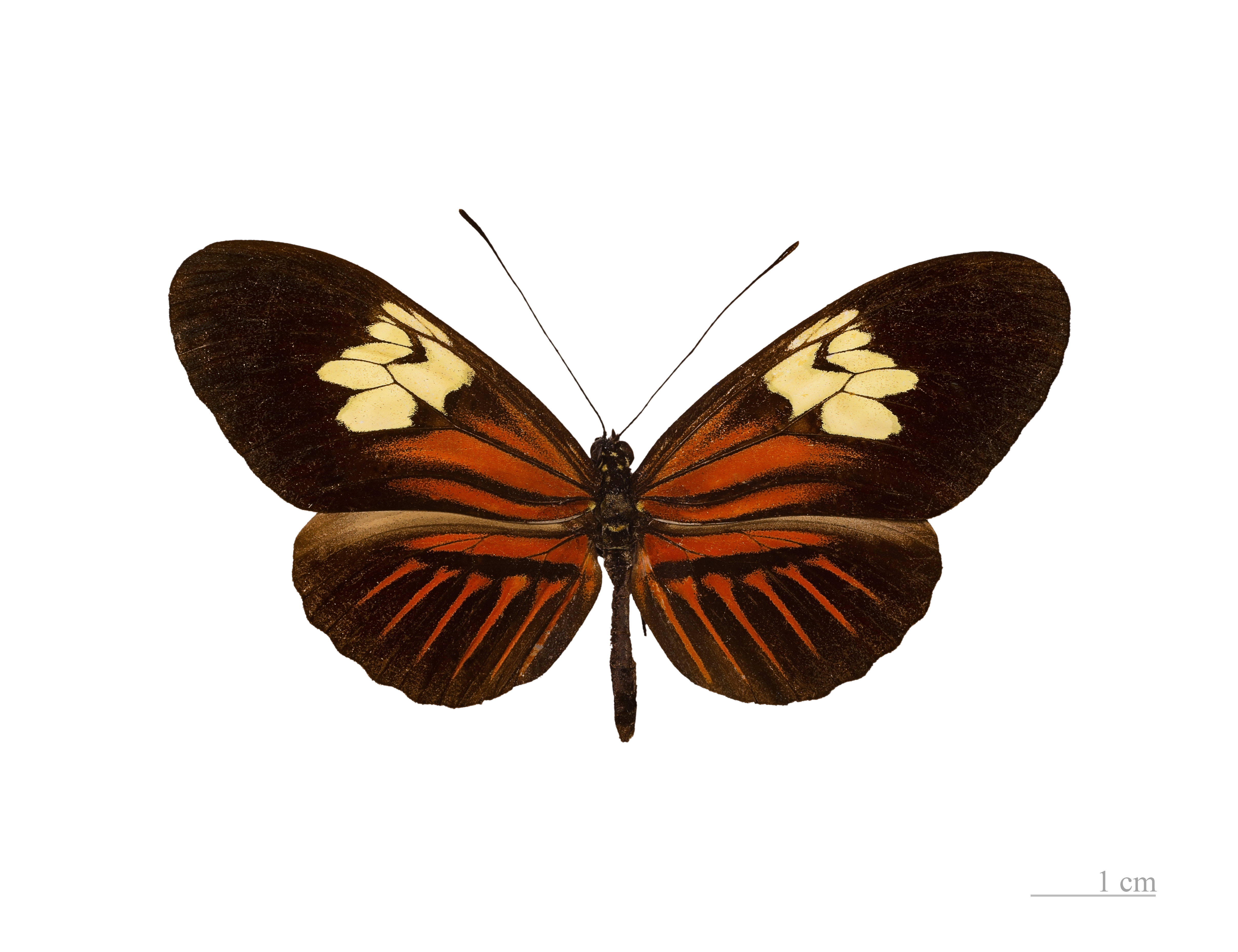
Heliconius melpomene penelope♂ parte dorsal
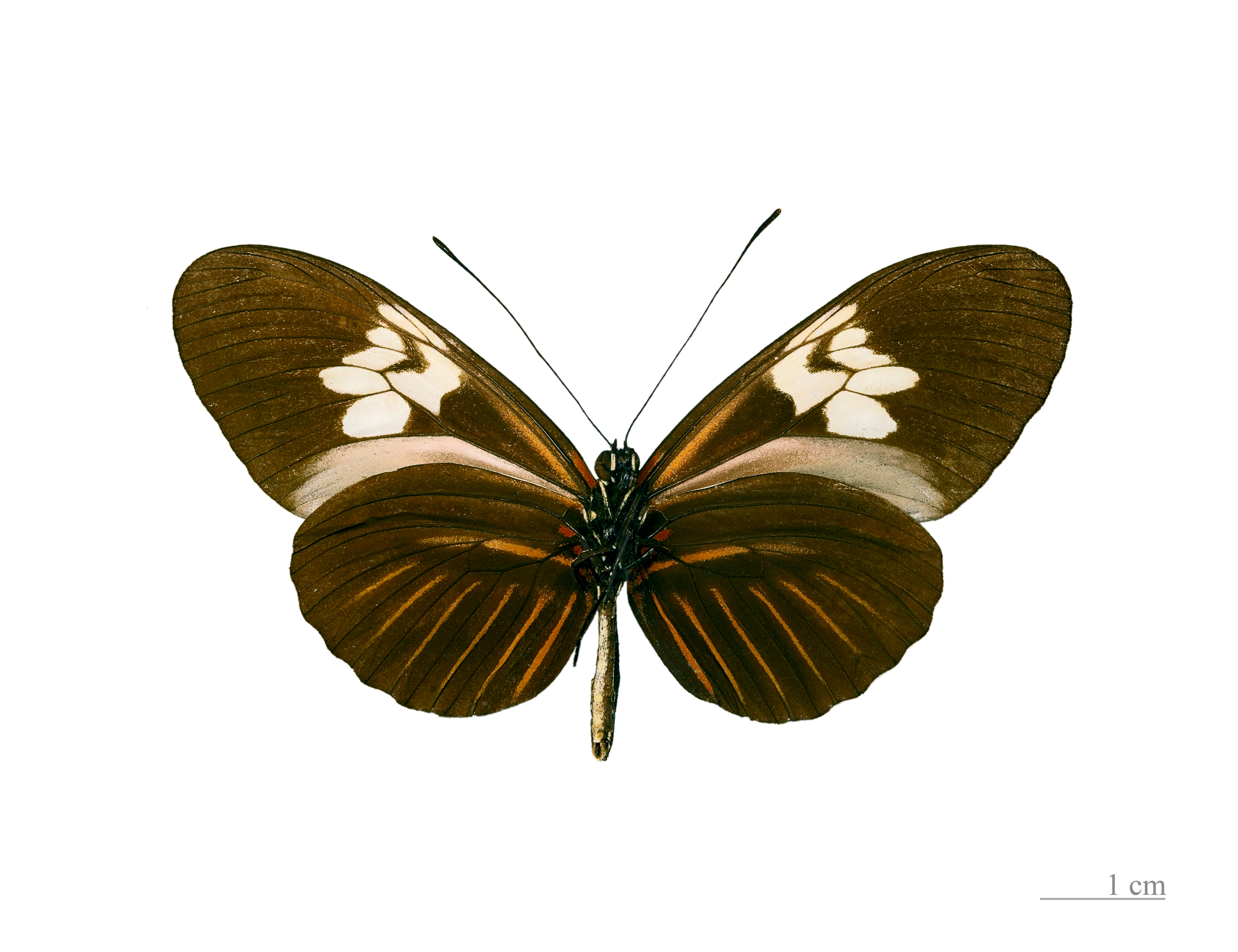
Heliconius melpomene penelope ♂ △
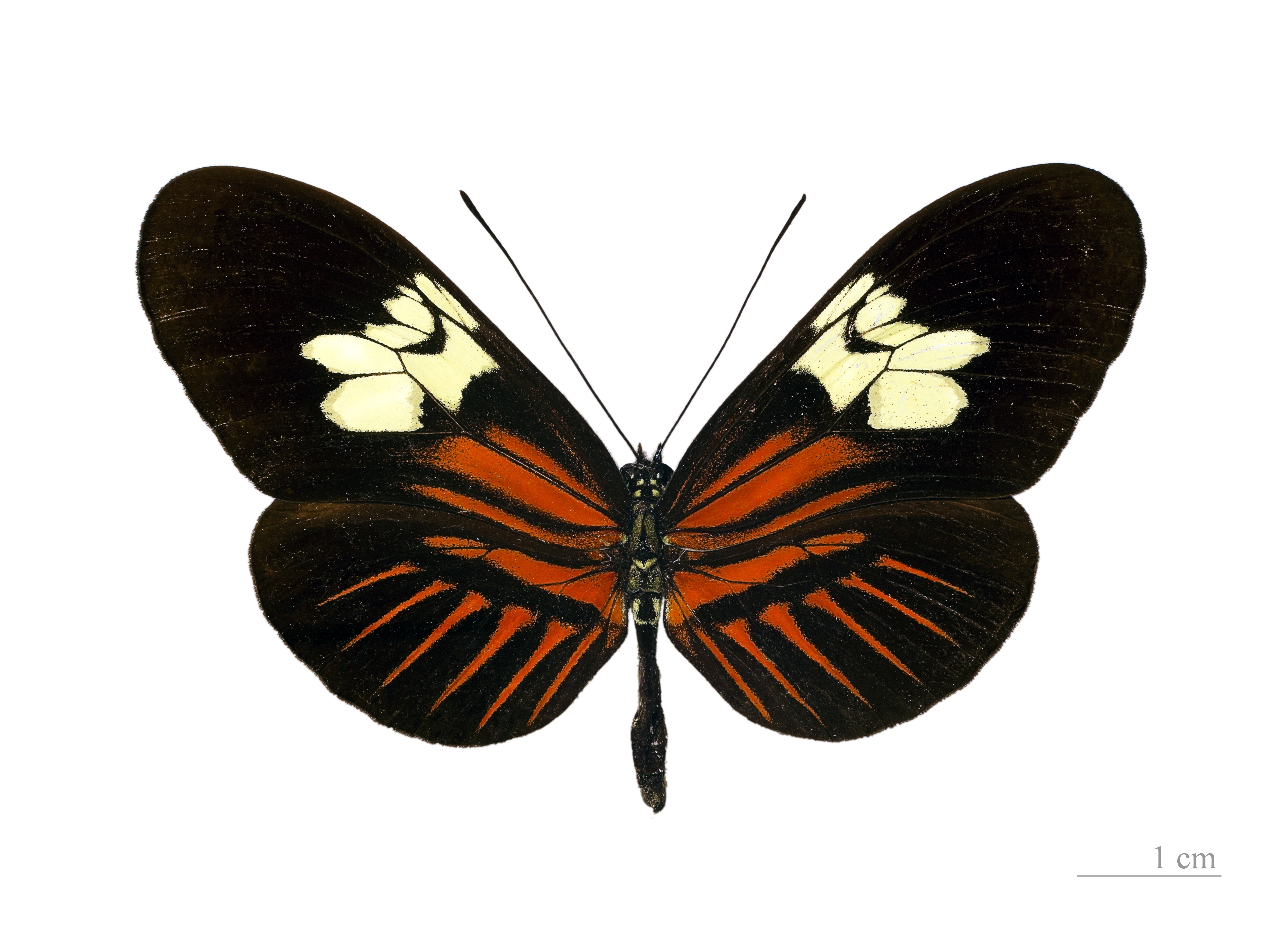
Heliconius melpomene penelope ♀ parte dorsal
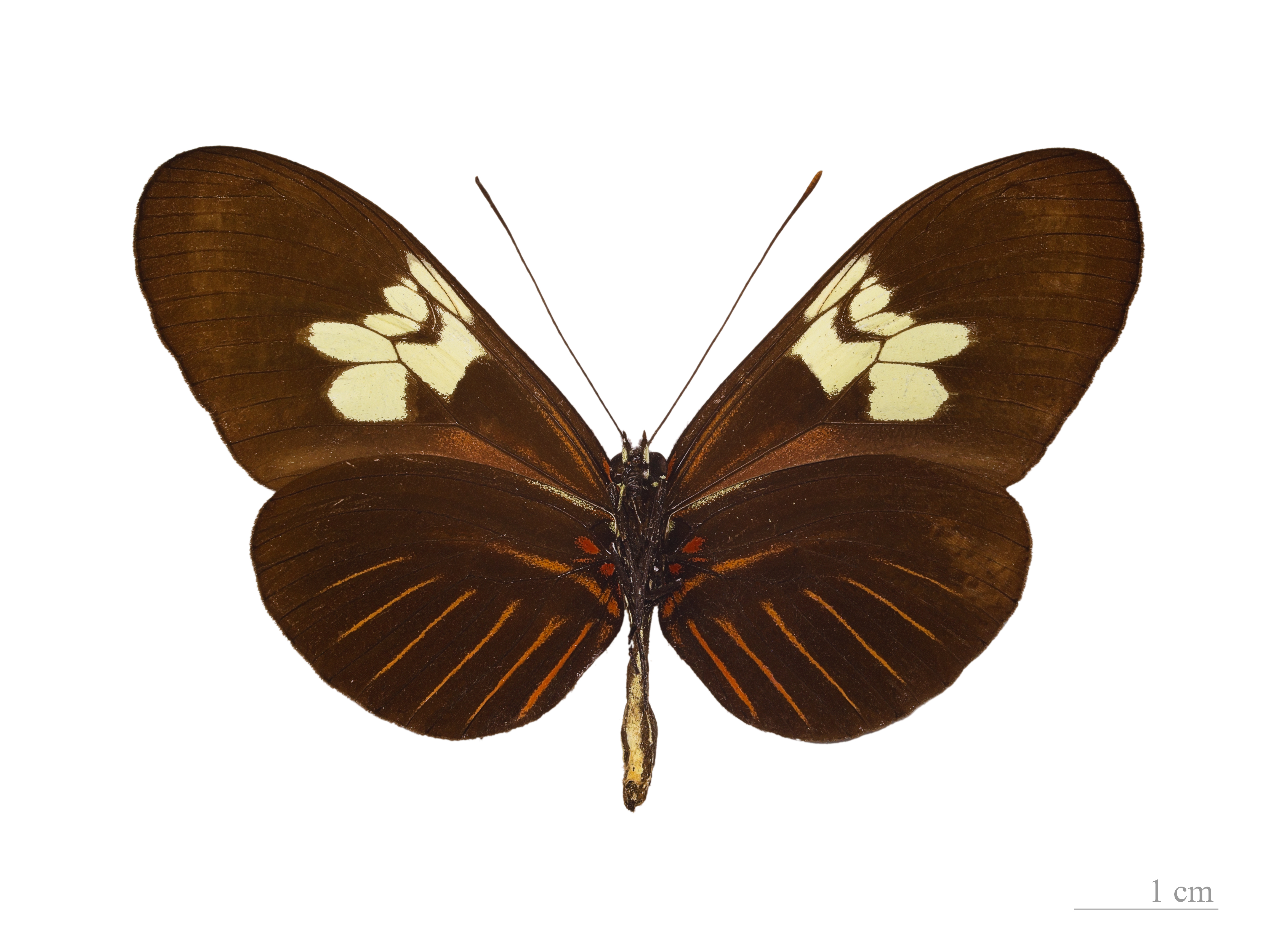
Heliconius melpomene penelope ♀ △

- Heliconius melpomene plesseni Riffarth, 1907
- Heliconius melpomene sticheli Riffarth, 1907
- Heliconius melpomene rosina Boisduval, 1870
- Heliconius melpomene thelxiope (Hübner, [1806])
- Heliconius melpomene unimaculata Hewitson, 1869
- Heliconius melpomene vicinus Ménétriés, 1847
- Heliconius melpomene vulcanus Butler, 1865
- Heliconius melpomene xenoclea Hewitson, [1853]